# Prime Minister
I Prime Minister (in russo Премьер-министр?, Prem'er-ministr) sono una boy band russa formata nel 1997 da Vjačeslav Bodolika, Piter Džejson, Žan Grigor'ev-Milimerov e Dimitrij Lanskoj.
Hanno rappresentato la Russia all'Eurovision Song Contest 2002 con il brano Northern Girl.

## Carriera
I Prime Minister si sono formati nel 1997 e hanno pubblicato il loro album di debutto nel 1999. Nel 2001 Dimitrij Lanskoj ha lasciato il gruppo per intraprendere una carriera da solista ed è stato sostituito da Marat Čanyšev.
L'emittente russa Pervyj kanal li ha selezionati internamente come rappresentanti nazionali per l'Eurovision Song Contest 2002 con il brano Northern Girl. All'evento, che si è tenuto il successivo 25 maggio a Tallinn, si sono piazzati al 10º posto su 24 partecipanti con 55 punti totalizzati.
Nel 2006 i Prime Minister si sono sciolti per divergenze artistiche con il produttore Evgenij Fridland, il quale ha ricreato il gruppo con una nuova formazione, mentre gli ex membri hanno continuato ad esibirsi con il nome di PM. Nel 2014 Piter Džejson, Žan Grigor'ev-Milimerov e Marat Čanyšev sono tornati a collaborare con Fridland, mentre Vjačeslav Bodolika ha lasciato il gruppo.

## Membri

### Attuali
- Taras Demčuk (18 dicembre 1979)
- Sergej Demjančuk (Pryp"jat', 4 febbraio 1983)
- Anton Naumov (Serpuchov, 1983)
- Vasilij Kireev (Saratov, 7 aprile 1987)

### Precedenti
- Vjačeslav Bodolika (Ungheni, 18 giugno 1977)
- Piter Džejson (Mosca, 9 settembre 1976)
- Žan Grigor'ev-Milimerov (Mosca, 5 dicembre 1979)
- Dimitrij Lanskoj (Mosca, 15 maggio 1978)
- Marat Čanyšev (Mosca, 25 marzo 1975)

## Discografia

### Album
- 1999 - Grjaznye tancy
- 2001 - Pochod na vostok
- 2002 - Devočka v severa
- 2003 - Pjatyj okean
- 2004 - Osobo bažnye persony
- 2008 - My tak choteli
- 2010 - Ne nado proščat'sja

### Raccolte
- 2002 - All-Inclusive / Vsë vključeno
- 2003 - Pesni za 5 let
- 2004 - Zolotaja serija
- 2005 - Prem'er-Ministr v Rossii. №1. Čast' 1
- 2005 - Prem'er-Ministr v Rossii. №1. Čast' 2

### DVD
- 2004 - Osobo bažnye persony

### EP
- 2006 - 8 marta
- 2010 - Kalifornija

### Singoli
- 2002 - Northern Girl